# 이스턴 코리더 통근 철도
이스턴 코리더 통근 철도(Eastern Corridor Commuter Rail)는 남서부 오하이오 교통국과 해밀턴(Hamilton) 군과 신시내티 시에서 신시내티 도시권에서 계획된 경전철 노선과 노면 전차 노선과 연계하여 추진하는 수 개의 계획된 통근 철도 노선들 중 첫 번째 노선이다. 이 계획은 현재 기존의 철도 노선을 활용·개량하고, 신형의 디젤 동력 차량을 도입할 것을 추구하고 있다.

## 초기 노선
이스턴 코리더 노선은 신시내티 도심 강변 지구(The Banks) 리버프론트 교통 센터에서 출발하여 동쪽으로 기존 SORTA의 오아시스 선(Oasis Line) 선로를 따라 달린 뒤, 밀포드(Milford)에 있는 기존의 노포크 사우던 철도 선로를 따라 달리게 된다.

### 계획된 역
이스턴 코리더 노선에 대한 최초의 계획은 다음 철도역을 포함하였다.
- 리버프론트 교통 센터(Riverfront Transit Center)
- 이스트 리버프론트(East Riverfront)
- 이스트 월넛 힐즈(East Walnut Hills)
- 콜럼비아·투스컬럼(Columbia-Tusculum)
- 렁큰 공항(Lunken Airport)
- 린우드(Linwood)
- 패어팩스·매리먼트(Fairfax-Mariemont)
- 뉴타운(Newtown)
- 브로드웰 로드(Broadwell Rd.)
- 밀포드(Milford)

## 연장 계획
이스턴 코리더 노선의 초기 계획 말고도, 통근 철도 노선 두 개가 운행할 예정이다. 첫 번째는 서쪽으로 신시내티 도심에서 출발하여 델리 타운십(Delhi Township)과 클리브즈(Cleves)를 거쳐 인디애나주의 로렌스버그(Lawrenceburg)까지 운행하는 노선이고, 두 번째는 북쪽으로 웨스트 체스터(West Chester)를 지나 데이턴(Dayton)까지 운행하는 노선이다.